# Głubokoje (Kraj Ałtajski)
Głubokoje (ros. Глубокое) – wieś (sieło) w Rosji, w Kraju Ałtajskim, w rejonie zawjałowskim. W 2010 liczyła 1565 mieszkańców.